# 광주양산초등학교
광주양산초등학교는 광주광역시 북구 양산동에 있는 초등학교다.

## 학교 연혁
- 1965년 11월 25일 설립인가
- 1966년 3월 2일 광주지산국민학교 양산분교장 개교
- 1967년 3월 2일 광주양산국민학교로 승격 개교
- 2008년 12월 1일 어학실(1실) 설치
- 2011년 3월 1일 병설유치원(1학급) 개원
- 2020년 1월 10일 제 53회 졸업식(104명, 총 10,820명 졸업)
- 2020년 3월 1일 25학급 배정(특수 1학급 포함)
- 2021년 1월 15일 제 54회 졸업식(79명, 총 10,899명 졸업)
- 2021년 3월 1일 25학급 배정(특수 1학급 포함)
- 2022년 1월 4일 제 55회 졸업식(87명, 총 10,986명 졸업)
- 2022년 3월 1일 25학급 배정(특수 1학급 포함)
- 2023년 1월 4일 제 56회 졸업식(70명, 총 11,056명 졸업)
- 2023년 3월 1일 24학급 배정(특수 2학급 포함)
- 2023년 9월 1일 제22대 한희연 교장 부임
- 2024년 1월 5일 제 57회 졸업식(79명, 총 11,135명 졸업)
- 2024년 3월 1일 22학급 배정(특수 2학급 포함)

## 학교 상징
- 교화 - 철쭉(사랑의 기쁨)
  - 빠르게 피어 봄 소식(희망, 용기, 모범)
  - 한꺼번에 꽃이 활짝 핌(협동, 기쁨)
  - 소박하고 번식력이 강함(끈기, 적응)
- 교목 - 느티나무(고상한 인품)
  - 예부터 느티나무는 마을 어귀에서 묵묵히 마을을 지키며 지역공동체의 화목과 단합의 상징이 되어 왔다.
  - 교목인 느티나무는 광주양산초등학교의 교육공동체의 화합과 단합을 상징함.
- 교색 - 녹색(젊음, 성장)
  - 봄에 새싹이 파랗게 돋아남(젊음, 성장)
  - 사람을 가장 안락하고 편안하게 만듬(행복)
  - 안전과 선행 및 구급, 구호를 나타냄(안전)

## 참고 자료
- 광주양산초등학교 - 한국교육학술정보원 학교알리미